# Rio Grande do Sul (1909)
Rio Grande do Sul – brazylijski krążownik pancernopokładowy z okresu obu wojen światowych, zbudowany w Wielkiej Brytanii, drugi okręt typu Bahia. Służył w Marynarce Brazylii od 1910 do 1948 roku.
Wyporność normalna okrętu wynosiła około 3100 ton. Był uzbrojony w dziesięć pojedynczych dział kalibru 120 mm i lżejszą artylerię oraz wyrzutnie torpedowe. Napędzały go turbiny parowe, pozwalające na osiąganie prędkości 27–28 węzłów. 

## Projekt i budowa

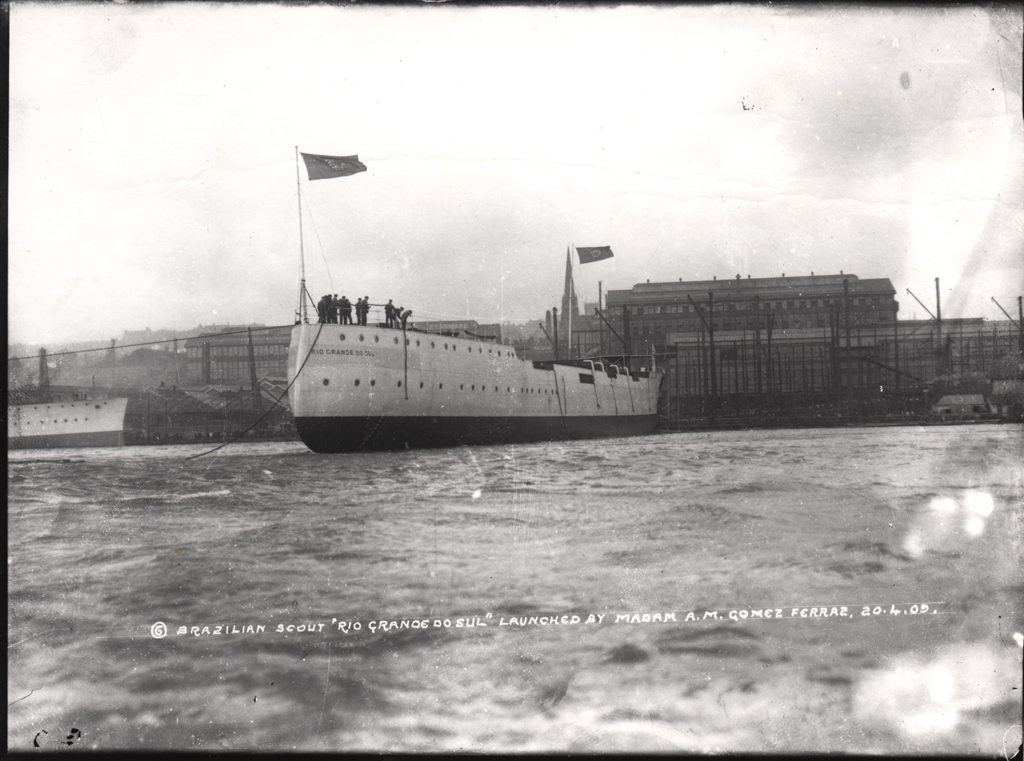
Wodowanie 4 kwietnia 1909 roku

Dwa szybkie krążowniki typu Bahia, nazwanego tak od pierwszego okrętu, zostały zamówione przez Brazylię w ramach programu rozbudowy floty z 1904 roku w maju 1907 roku w znanej brytyjskiej stoczni Armstrong w Elswick (dzielnicy Newcastle upon Tyne). Projekt był wzorowany na brytyjskich niewielkich krążownikach zwiadowczych tego okresu. Zastosowano w nich najnowsze rozwiązania techniczne, jak napęd turbinami parowymi, pozwalający na rozwijanie wysokiej prędkości. W efekcie, w chwili wejścia do służby okręty te były najszybszymi krążownikami na świecie.
Stępkę pod budowę drugiego okrętu położono 30 sierpnia 1907 roku (jedenaście dni po „Bahia”) i budowę prowadzono równolegle, a wodowano go 20 kwietnia 1909 roku. Okręt wszedł do służby dwa miesiące po prototypowej jednostce, 14 maja 1910 roku. Otrzymał nazwę od brazylijskiego stanu Rio Grande do Sul. Cena  wynosiła 328 500 funtów szterlingów.
Początkowo oba okręty były dwukominowe, lecz w latach 1925–26 przeszły modernizację w Rio de Janeiro z pomocą brytyjskiej stoczni Thornycroft, podczas które wymieniono całkowicie siłownię z kotłów opalanych węglem na opalane paliwem płynnym, co pociągnęło też zmianę sylwetki na trzykominową. W tym czasie powiększono też nadbudówkę dziobową.

## Opis

### Skrócony opis ogólny

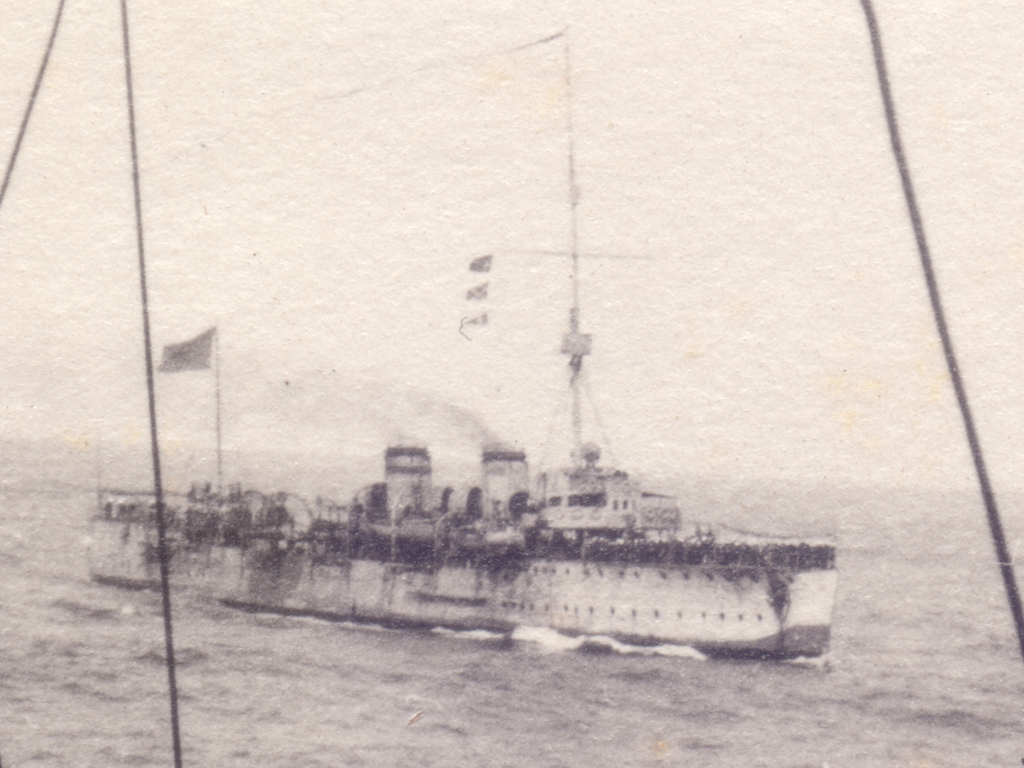
„Rio Grande do Sul” w 1919 roku na wodach europejskich

Wyporność normalna okrętów typu Bahia była początkowo określona na 3100 ts (ton angielskich). W 1939 roku wyporność standardowa wynosiła 2885 ton, a pełna 3150 ton. Długość całkowita wynosiła 122,37 m. Szerokość wynosiła 11,88 m. Zanurzenie średnie wynosiło 4,4 m; w publikacjach podawane są także wartości zanurzenia 4,15 m i 4,75 m.
Załoga liczyła 320–357 osób.

### Uzbrojenie
Uzbrojenie główne stanowiło 10 pojedynczych szybkostrzelnych dział kalibru 120 mm Armstronga o długości lufy L/50 (50 kalibrów). Rozmieszczone były symetrycznie po obu burtach, w tym dwa obok siebie na pokładzie dziobowym i rufowym oraz po trzy na każdej z burt na pokładzie górnym na śródokręciu. Strzelały one pociskami o masie 20,43 kg.
Uzbrojenie uzupełniało początkowo sześć armat kalibru 47 mm (według różnych publikacji, Hotchkiss lub Vickers). Po modernizacji w latach 1925-26 zdjęto dwie z nich, natomiast dodano cztery armaty przeciwlotnicze kalibru 76 mm L/40. Podczas II wojny światowej część lżejszych dział zdjęto i dodano 6–8 pojedynczych działek automatycznych 20 mm Oerlikon.
Okręty były ponadto uzbrojone w dwie pojedyncze obrotowe wyrzutnie torpedowe kalibru 450 mm umieszczone na pokładzie na śródokręciu na każdej z burt. Po modernizacji w latach 1925-26 zastąpiono je przez cztery wyrzutnie kalibru 533 mm w dwóch podwójnych aparatach. Podczas II wojny światowej okręty otrzymały na rufie dwa miotacze bomb głębinowych dla bomb o masie 120 kg.

### Opancerzenie
Zasadniczym elementem był wewnętrzny pokład pancerny o grubości jedynie 19 mm w płaskiej części. Grubszy pancerz do 31 mm lub według innych publikacji 51 mm był w niektórych miejscach na bocznych skosach, głównie w rejonie maszynowni. Ponadto wieża dowodzenia miała pancerz 76 mm.

### Napęd
Okręty napędzały turbiny parowe, poruszające trzy śruby. Początkowo miały one trzy zespoły turbin systemu Parsonsa. Parę dostarczało 10 kotłów typu Yarrow opalanych węglem. Projektowa moc siłowni wynosiła 18 000 shp, a prędkość maksymalna 26,5 węzła. Na próbach w lekkim stanie „Rio Grande do Sul” rozwinął 27,41 węzła przy mocy 22 830 hp (więcej od prototypowej „Bahii”). Normalny zapas węgla wynosił 150 ton, a maksymalny 650 ton. Zasięg przy prędkości 10 węzłów wynosił 3500 mil morskich, a przy 23,5 w – 1400 Mm.
W latach 1925–26 w obu okrętach wymieniono siłownię na trzy zespoły turbin Brown-Curtiss z przekładniami i sześć kotłów Thornycroft opalanych paliwem płynnym. Moc siłowni (projektowa) wzrosła do 22 000 hp, a prędkość maksymalna do 28 węzłów. Zasięg wzrósł do 6600 Mm przy prędkości 10 w lub 2400 Mm przy 24 w.

## Służba

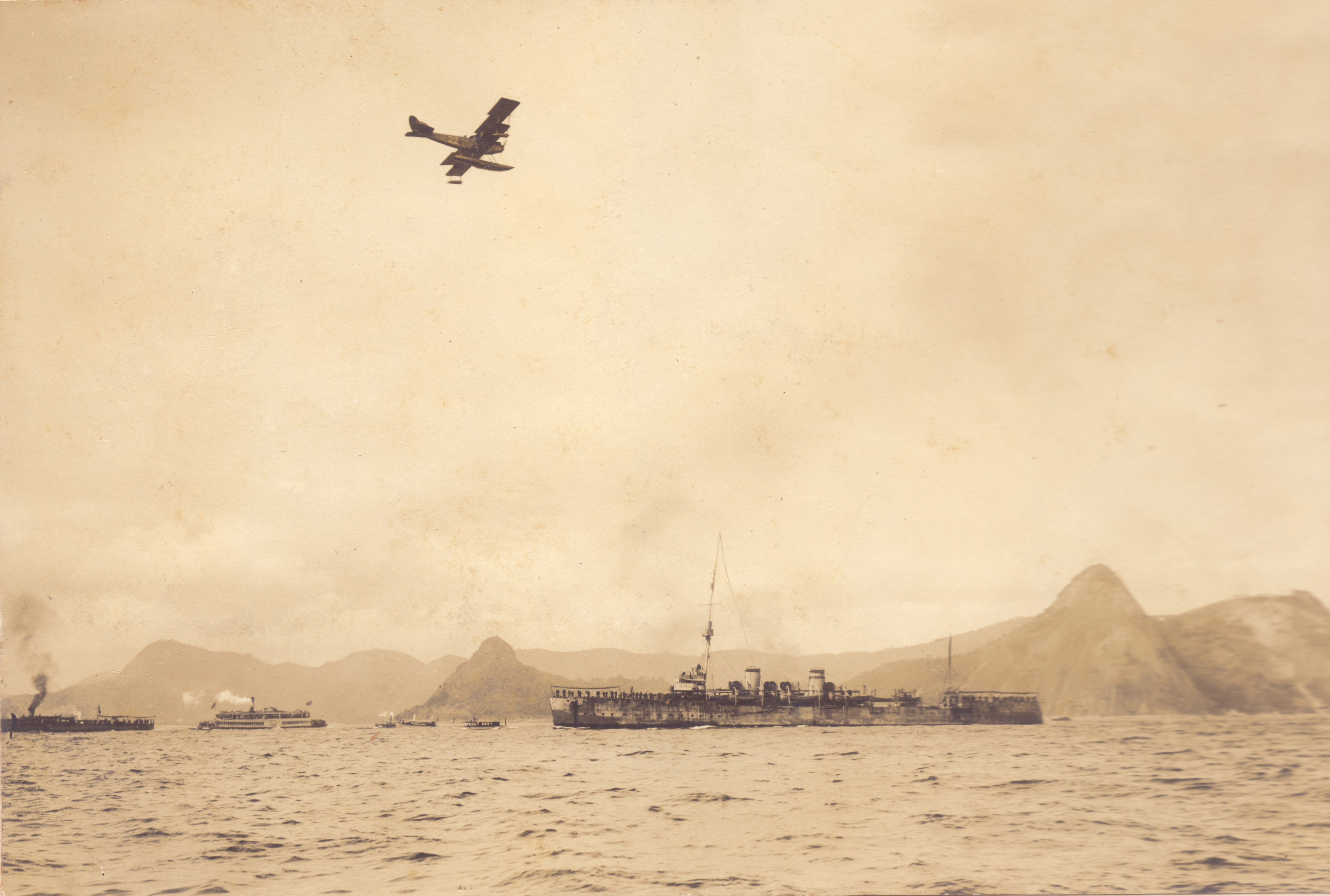
„Rio Grande do Sul” w początkowej postaci przed 1925 rokiem, na redzie Rio de Janeiro

„Rio Grande do Sul” wszedł do służby w Marynarce Brazylii 14 maja 1910 roku. Po przystąpieniu Brazylii do I wojny światowej w październiku 1917 roku po stronie ententy oba krążowniki tego typu patrolowały na południowym Atlantyku i działały w ramach eskadry okrętów brazylijskich przez około trzy miesiące u wybrzeży północno-zachodniej Afryki.
Na przełomie 1925/26 roku okręt został zmodernizowany w stoczni Companhia Nacional de Navegacao Costeira w Rio de Janeiro. Wymiana siłowni na opalaną paliwem płynnym zamiast węglem spowodowała wzrost prędkości i zasięgu, a przy tym sylwetka zmieniła się z dwukominowej na trzykominową.

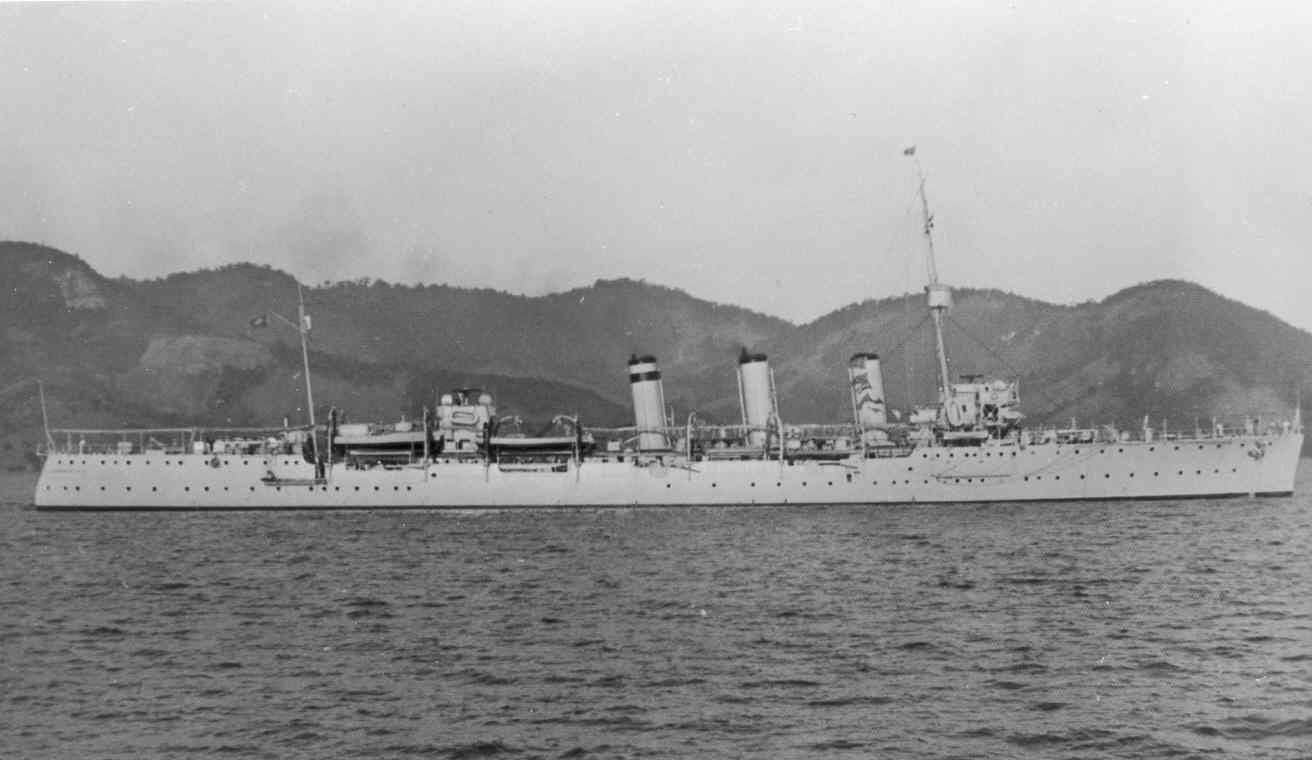
„Rio Grande do Sul” w okresie II wojny światowej

22 sierpnia 1942 roku Brazylia dołączyła do II wojny światowej po stronie aliantów. Krążowniki brazylijskie ponownie były używane do patrolowania na południowym Atlantyku, w tym poszukiwania niemieckich statków, oraz do eskorty konwojów.  Okręty poddano w tym czasie modernizacji uzbrojenia i wyposażenia, między innymi otrzymały amerykańskie radary i stacje hydrolokacyjne. Zmodyfikowano też uzbrojenie przez dodanie działek automatycznych 20 mm Oerlikon oraz miotaczy bomb głębinowych. Latem 1944 roku oba krążowniki eskortowały konwoje Brazylijskiego Korpusu Ekspedycyjnego do Europy. „Rio Grande do Sul” brał udział w eskorcie 62 konwojów i 15 innych operacjach podczas wojny. Od końca 1944 roku okręty służyły między innymi do zabezpieczania na Atlantyku amerykańskiej transatlantyckiej komunikacji lotniczej. 
Wkrótce po wojnie „Rio Grande do Sul” został 8 czerwca 1948 roku skreślony z listy floty, po czym złomowany.